# As-Sirāt
As-Sirāt (arabisch الصراط, DMG Aṣ-Ṣirāṭ ‚Weg, Pfad, Straße‘) ist eine Brücke in der islamischen Eschatologie, die von Verstorbenen überquert werden muss, um in die Dschanna (Paradies) zu gelangen. Die Brücke wird  als „so dünn wie ein Haar und so scharf wie das schärfste Messer oder Schwert“ beschrieben. Unter ihr soll sich der Abgrund zum Dschahannam (Hölle) befinden. Wer kein Vertrauen in Allah habe, werde demnach zögern und wanken und daraufhin von der Brücke fallen. Wer Gott vertraue und wem die schlechten Taten vergeben würden, könne die Brücke überqueren. Die Brücke wird in der Hadith-Sammlung Sahīh al-Buchārī erwähnt. Nach einigen Traditionen soll sie den Tempelberg in Jerusalem mit dem Ölberg verbinden und sieben Bögen umfassen.